# جورج راسيل (دبلوماسي)
جورج راسيل (بالإنجليزية: Lord George Russell)‏ (و. 1790 – 1846 م) هو دبلوماسي، وسياسي من المملكة المتحدة لبريطانيا العظمى وأيرلندا، ومملكة بريطانيا العظمى، ويحمل رتبة عسكرية فريق أول، توفي عن عمر يناهز 56 عاماً.

## مناصب
تولى منصب ambassador of the United Kingdom of Great Britain and Ireland to Prussia ‏ (1835–1841)
- ambassador of the United Kingdom to Württemberg ‏ (1833–1835)[2]
- عضو برلمان المملكة المتحدة الـ6 ‏

.

## الخدمة العسكرية
خدم في الجيش البريطاني.